# Baldersheim
 Baldersheim (en alsacià Bàldersche) és un municipi francès, situat a la regió del Gran Est, al departament de l'Alt Rin. L'any 2006 tenia 2.706 habitants.

## Demografia
| 1962 | 1968 | 1975  | 1982  | 1990  | 1999  |
| ---- | ---- | ----- | ----- | ----- | ----- |
| 653  | 981  | 1.474 | 1.837 | 2.238 | 2.206 |

## Administració
| Període   | Identitat      | Partit |
| --------- | -------------- | ------ |
| 1995-2001 | Francis Kreber |        |
| 2001-     | Pierre Logel   |        |